# Chris Rea

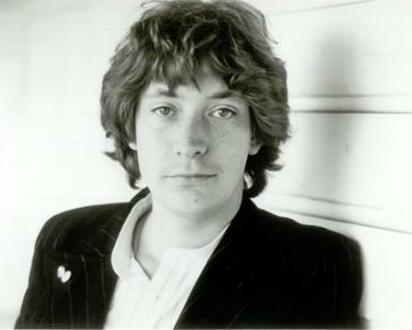
Chris Rea 1978

Christopher Anton ”Chris” Rea, född 4 mars 1951 i Middlesbrough, North Yorkshire, är en brittisk sångare, gitarrist och låtskrivare. Hans mor kommer från Irland och hans far kommer från Italien. Chris Rea är en produktiv artist och har släppt över 20 album som sammanlagt sålt i över 40 miljoner exemplar. Han spelar oftast slidegitarr och är över huvud taget känd och respekterad för sitt känsliga gitarrspel och sin lågmälta, melodiösa rockstil.
Han utkom med sin första LP/CD 1978 och har haft stora framgångar i Europa med bland annat följande album: Shamrock Diaries (1985), On The Beach (1986), Dancing With Strangers (1987), New Light Through Old Windows (1988), The Road To Hell (1989), Auberge (1991), God's Great Banana Skin (1992), Espresso Logic (1993), The Blue Cafe (1998) og Dancing Down The Stony Road (2002).
Efter att på senare år ha överlevt en allvarlig sjukdom har Chris Rea i stort sett koncentrerat sig på bluesens utveckling genom åren.

## Diskografi
- Whatever Happened to Benny Santini? (1978)
- Deltics (1979)
- Tennis (1980)
- Chris Rea (1981)
- Water Sign (1982)
- Wired to the Moon (1984)
- Shamrock Diaries (1985)
- On the Beach (1986)
- Dancing with Strangers (1987)
- New Light Through Old Windows (1988)
- The Road to Hell (1989)
- Auberge (1991)
- God's Great Banana Skin (1992)
- Espresso Logic (1993)
- La Passione (Motion picture soundtrack) (1996)
- The Blue Cafe (1998)
- The Road To Hell: Part 2 (1999)
- King of the Beach (2000)
- Stony Road (2002)
- Blue Street (Five Guitars) (2003)
- Hofner Blue Notes (2003)
- The Blue Jukebox (2004)
- Blue Guitars (CD-box innehållande 11 skivor + DVD + artistens målningar) (2005)
- The Return of the Fabulous Hofner Blue Notes (2008)
- Santo Spirito Blues (2011)
- Road Songs For Lovers (2017)
- One Fine Day (2019)